# أحمد البدري
أحمد البدري (3 أكتوبر 1954 - 15 ديسمبر 2023) هو مخرج وممثل مصري.

## حياته ونشأته
ولد في محافظة القاهرة في 3 أكتوبر 1954. تخرج من المعهد العالي للفنون المسرحية قسم إخراج وتمثيل سنة 1977، حصل بعدها على شهادةٍ من المعهد العالي للسينما قسم إخراج سنة 1985.

## أعماله

### إخراج
- عيب يا محترم 0 - مسرحية مخرج
- بيت للحب والرعب 1995 - فيلم مخرج
- غاوي حب 2005 - فيلم مخرج
- ريا وسكينة في مارينا 2006 - مسرحية مخرج مسرحي
- عليا الطرب بالتلاتة 2006 - فيلم مخرج
- كامل الأوصاف 2006 - فيلم مخرج
- لخمة راس 2006 - فيلم مخرج
- أنا مش معاهم 2007 - فيلم مخرج
- عفاريت مراتي 2007 - مسلسل - فوازير مخرج
- حبيبي نائماً 2008 - فيلم مخرج
- نمس بوند 2008 - فيلم مخرج
- البيه رومانسي 2009 - فيلم مخرج
- دكتور سيلكون 2009 - فيلم مخرج
- سمير وعيلته الكتير 2009 - مسلسل - سيت كوم مخرج
- عمر وسلمى 2 2009 - فيلم مخرج
- أزمة سكر 2010 - مسلسل مخرج
- الفيل في المنديل : سعيد حركات 2011 - فيلم مخرج
- جيم أوفر 2012 - فيلم مخرج
- حواكة بوت 2012 - مسلسل - سيت كوم مخرج
- غش الزوجية 2012 - فيلم مخرج
- كيد النسا ج2 2012 - مسلسل مخرج
- مهمة في فيلم قديم 2012 - فيلم مخرج
- جوز ماما ج3 2013 - مسلسل مخرج
- جمهورية إمبابة 2015 - فيلم مخرج
- كنغر حبنا 2016 - فيلم مخرج
- القرموطي في أرض النار 2017 - فيلم مخرج
- استدعاء ولي عمرو 2019 - فيلم مخرج
- إنت حبيبي وبس 2019 - فيلم مخرج
- الشنطة 2021 - فيلم مخرج
- حمص وحلاوة 2024 - فيلم مخرج

### تمثيل
- غاوي شهرة 0 - سهرة تليفزيونية
- وداعا إلى الأبد 1976 - فيلم
- أيام من الماضي 1979 - مسلسل
- طائر الأحلام 1979 - مسلسل
- صيام صيام 1980 - مسلسل
- ليلة القبض على فاطمة 1982 - مسلسل ضيف
- وقال البحر 1982 - مسلسل عجمى
- حب في الزنزانة 1983 - فيلم ضابط شرطة
- القناص 1984 - فيلم
- أخو البنات 1984 - مسلسل حمدي
- الفهلوي 1984 - مسرحية رشدي
- عصفور النار 1987 - مسلسل حشاد صديق مروان
- الراية البيضا 1988 - مسلسل أبو السباع
- النوّة 1991 - مسلسل قورة
- شارع محمد علي 1991 - مسرحية مسعود
- أبيض وإسود 1996 - مسلسل - فوازير
- لخمة راس 2006 - فيلم
- غش الزوجية 2012 - فيلم معلق رياضى
- حار جاف صيفًا 2015 - فيلم - قصير
- عملة نادرة 2023 - مسلسل شيخ الغفر

### أدوار أخرى
- طائر الأحلام 1979 - مسلسل مدير البلاتوه
- 90 دقيقة 2006 - برنامج ضيف كاستينج (1)
- نص الكلام 2021 - برنامج ضيف

## وفاته
توفي إثر تأثير مرض السكر، الذي تعرض لبتر في قدمه ومكوثه داخل العناية المركزة في مستشفى معهد ناصر.